# أنطونيو لوبيز دوس سانتوس
أنطونيو لوبيز دوس سانتوس هو سياسي برتغالي، ولد في 28 ديسمبر 1919، وتوفي في 2 أغسطس 2009 في لشبونة في البرتغال.